# التعليم (فلم)
التعليم هو فيلم دراما بريطاني 2009، مقتبس من مذكرات الصحفية البريطانية لاين باربر. الفيلم من إخراج لون شيرفيج وسيناريو نيك هورنبي ومن بطولة إيما تومسون، كاري موليجان، بيتر سارسجارد، إيما تومسون، دومينيك كوبر، أوليفيا وليامز، ألفريد مولينا، روزاموند بايك.

## الأدوار الرئيسية
- كاري موليجان بدور جيني ميلور
- بيتر سارسجارد بدور ديفيد جولدمان
- إيما تومسون بدور الآنسة والترز (مديرة مدرسة جيني)
- دومينيك كوبر بدور داني، صديق ديفيد
- أوليفيا وليامز بدور الآنسة ستابس، معلمة جيني
- ألفريد مولينا بدور جاك ميلور، والد جيني
- روزاموند بايك بدور هيلين، صديقة داني
- كارا سيمور بدور مارجوري ميلور، والدة جيني
- سالي هوكينز بدور سارة جولدمان، زوجة ديفيد
- ماثيو بيرد بدور جراهام، زميل جيني من معهد الأوركسترا
- إيلي كيندريك بدور تينا، صديقة جيني في المدرسة
- بيث رولي بدور مغنية النادي الليلي

## وصلات خارجية
- الموقع الرسمي
- مقالات تستعمل روابط فنية بلا صلة مع ويكي بيانات
- لاين باربر في موقع الأوقات للحديث عن تحويل مذكراتها إلى فيلم
- النص السينمائي